# Canoga Park

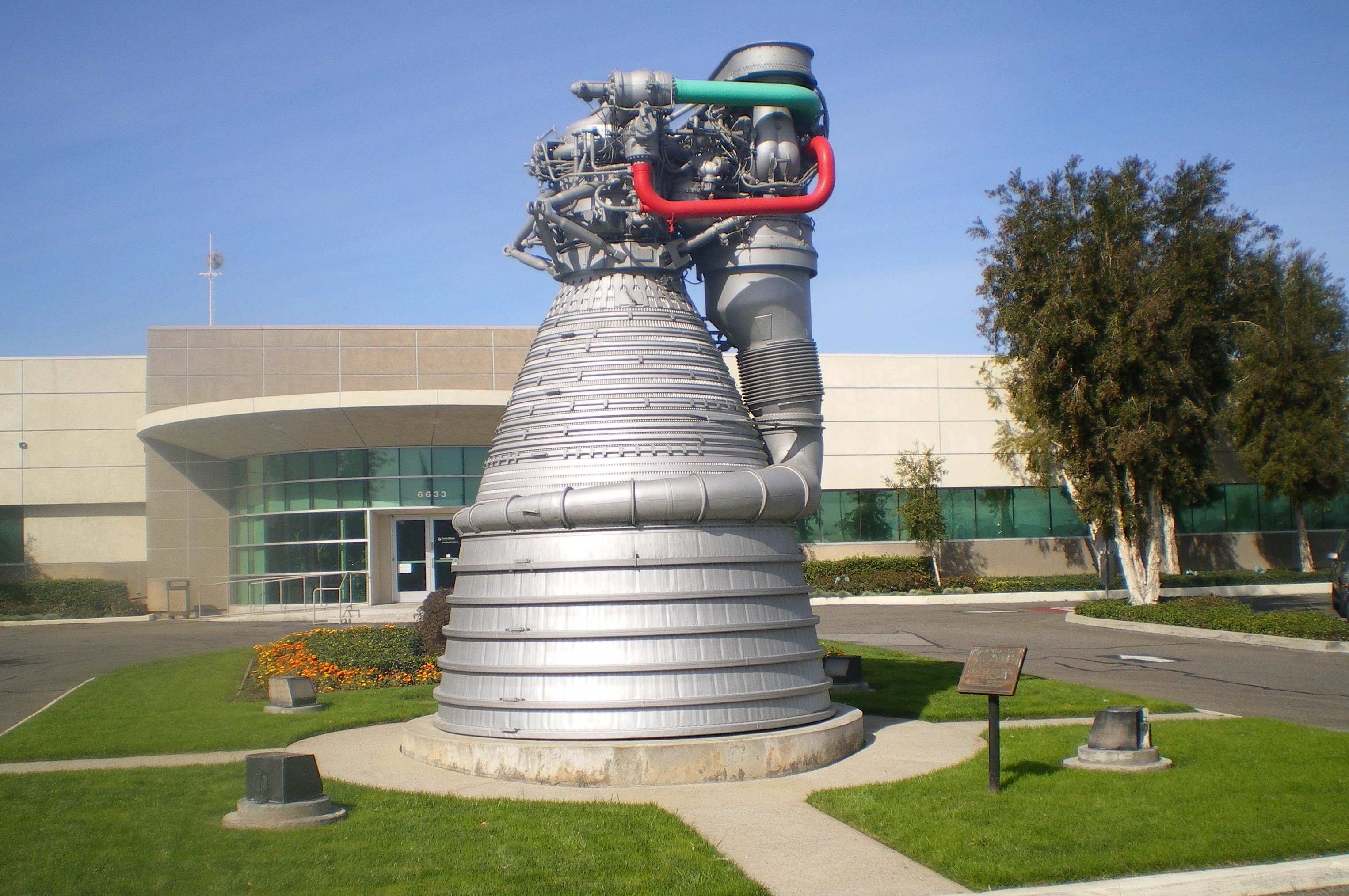
La sede della Pratt & Whitney a Canoga Park.

Canoga Park (in precedenza noto come Owensmouth) è un distretto nella regione di San Fernando Valley di Los Angeles, California, Stati Uniti, posto a circa 40 km a nord-ovest del centro di Los Angeles.
Confina con Woodland Hills a sud, West Hills a ovest, Chatsworth a nord e Winnetka a est.
In questa località ha sede uno degli impianti della industria aerospaziale Pratt & Whitney dove durante il programma Apollo venivano costruiti i motori del razzo Saturn.
Canoga Park è la città natale dell'attore Bryan Cranston e del pilota di supercross Mike Alessi.